# Keť
Keť es un municipio del distrito de Levice en la región de Nitra, Eslovaquia, con una población estimada a final del año 2024 de 562 habitantes.
Se encuentra ubicado al este de la región, cerca de los ríos Ipoly y Hron (ambos, afluentes izquierdos del Danubio) y de la frontera con la región de Banská Bystrica.

## Demografía
| Año        | 1994 | 2004    | 2014    | 2024     |
| ---------- | ---- | ------- | ------- | -------- |
| Población  | 764  | 688     | 636     | 562      |
| Diferencia |      | −9,94 % | −7,55 % | −11,63 % |

| Año        | 2023 | 2024    |
| ---------- | ---- | ------- |
| Población  | 571  | 562     |
| Diferencia |      | −1,57 % |